# Material circulante no Metropolitano de Londres 1967

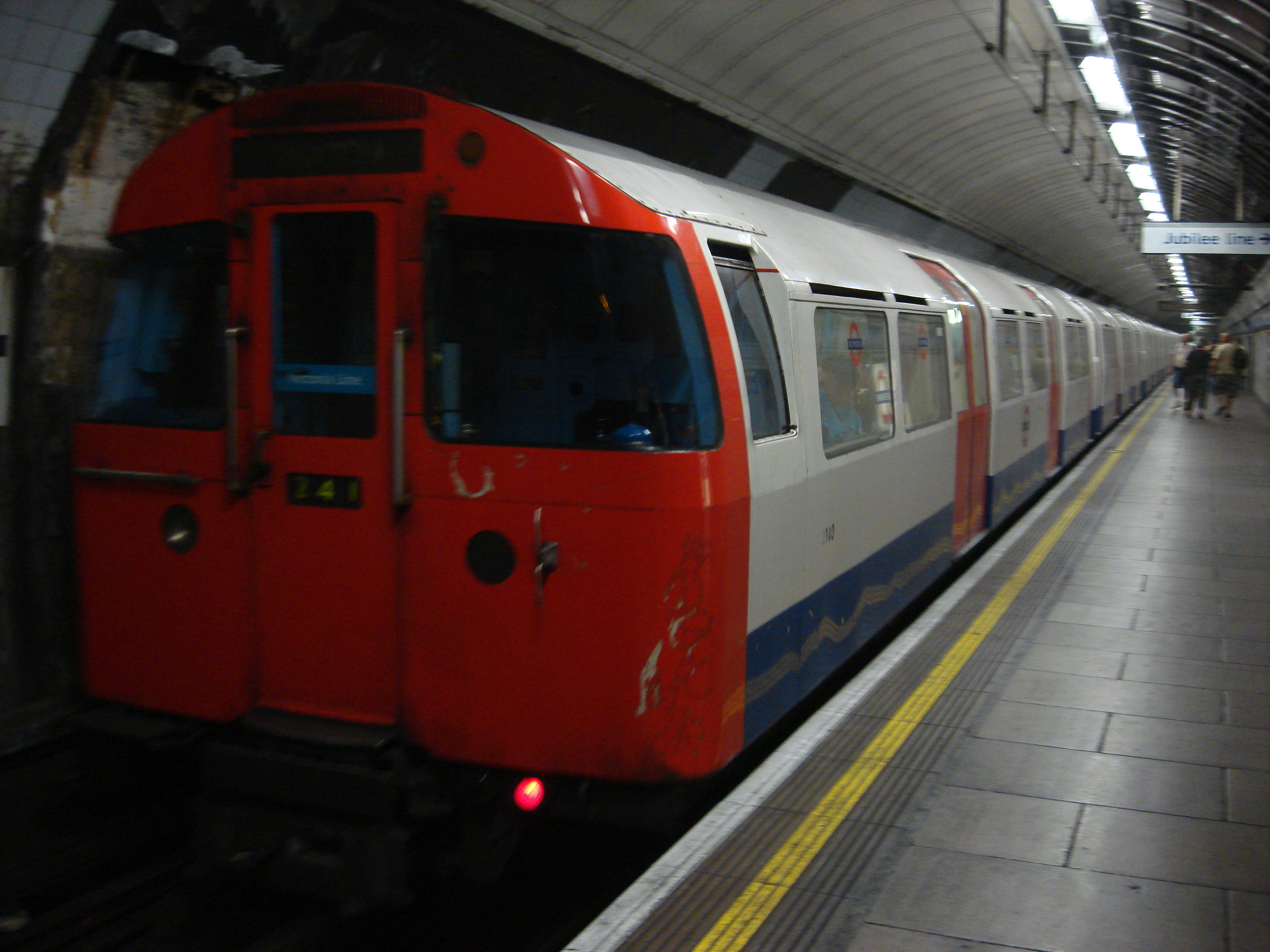
Carruagem de 1967 parado na estação Green Park.

O Material circulante no Metropolitano de Londres 1967 foi posto ao serviço no Metropolitano de Londres em 1968, e que prestava serviços na Victoria line desde de sua inauguração, em algumas alturas, chegaram a operar na Central line até 1984. As composições foram construídas pela Metro-Cammell e renovadas pela Tickford Rail Limited entre 1989 até 1995. Em 2011, as unidades foram retiradas de circulação, dando entrada ao Material circulante no Metropolitano de Londres 2009. 1 das antigas unidades está actualmente preservada no London Transport Museum.